# Oldenlandia bodinieri
Oldenlandia bodinieri là một loài thực vật có hoa trong họ Thiến thảo. Loài này được (H.Lév.) Chun mô tả khoa học đầu tiên năm 1934.